# Ausa (città)
Ausa è una città dell'India di 30.863 abitanti, situata nel distretto di Latur, nello stato federato del Maharashtra. In base al numero di abitanti la città rientra nella classe III (da 20.000 a 49.999 persone).

## Geografia fisica
La città è situata a 18° 15' 0 N e 76° 30' 0 E e ha un'altitudine di 633 m s.l.m..

## Società

### Evoluzione demografica
Al censimento del 2001 la popolazione di Ausa assommava a 30.863 persone, delle quali 15.869 maschi e 14.994 femmine. I bambini di età inferiore o uguale ai sei anni assommavano a 4.810, dei quali 2.532 maschi e 2.278 femmine. Infine, coloro che erano in grado di saper almeno leggere e scrivere erano 19.762, dei quali 11.243 maschi e 8.519 femmine.